# Entführungen japanischer Staatsbürger durch die Demokratische Volksrepublik Korea
Die Entführungen japanischer Staatsbürger durch die Demokratische Volksrepublik Korea – in Japan meist kurz als Rachi Mondai (拉致問題, „Entführungsproblem“ bzw. „Entführungsfrage“) bezeichnet – sind seit der Rückkehr einiger Verschleppter 2004 eines der großen Medienthemen in Japan und ein wichtiger Punkt der japanischen Außenpolitik im Zusammenhang der Sechsparteiengespräche über das nordkoreanische Atomprogramm. Besonders der Fall der Schülerin Megumi Yokota hatte eine große mediale Resonanz. Sie wurde 1977 im Alter von 13 Jahren entführt und hat möglicherweise 1994 Suizid begangen.
Von 1977 bis 1983 verschleppten nordkoreanische Agenten mindestens 13 Japaner nach Nordkorea. Der Hauptgrund war, dass das isolierte Nordkorea Menschen brauchte, die den Nordkoreanern Sprache und Kultur des wichtigen Nachbarlandes (und potentiellen Feindes) Japan beibrachten. So wurden vor allem an der Nordkorea nahe gelegenen Küste der Präfektur Niigata vorzugsweise jüngere Japaner beliebig durch nordkoreanische Stoßtrupps aufgegriffen. Oft war das einzige Kriterium für ihre Auswahl, dass sie sich gerade leicht erreichbar am Strand aufgehalten hatten.
Im Jahr 2014 wurden dazu zwischen dem japanischen Staat und dem nordkoreanischen Staat Verhandlungen durchgeführt, die von Ihara Junichi geleitet wurden.

## Überblick
Die von der Regierung Japans anerkannten Entführungsfälle durch Nordkorea belaufen sich auf 12 Fälle mit insgesamt 17 Entführungsopfern. Nordkorea hat von diesen Fällen die Entführung von 13 Personen (6 Männer, 7 Frauen) offiziell eingeräumt. Fünf von ihnen sind nach Japan zurückgekehrt, während Nordkorea behauptet, dass 8 verstorben und 4 nie nach Nordkorea eingereist seien. Außerdem hat Nordkorea die Rückgabe von sterblichen Überresten vorgenommen. Die japanische Regierung vertritt jedoch den Standpunkt, dass alle Opfer noch am Leben seien, und behandelt den Fall entsprechend.
Nordkorea hat über viele Jahre hinweg jede Verwicklung in die Entführungen abgestritten. Erst im Jahr 2002 (Heisei 14) räumte Kim Jong-il, Generalsekretär des Zentralkomitees der Arbeiterpartei Koreas und oberster Führer Nordkoreas, während des japanisch-nordkoreanischen Gipfeltreffens in Pjöngjang die Entführung japanischer Staatsbürger ein, entschuldigte sich und versprach Maßnahmen zur Verhinderung weiterer Vorfälle. Bis heute hat es jedoch keine Entschädigung für die Entführungen gegeben.
Am 5. Juni 2003 erklärte der damalige Premierminister Japans, Jun’ichirō Koizumi, in einer Sitzung des Abgeordnetenhauses, dass die Entführungsfälle eine Verletzung der Souveränität Japans darstellen und eine erhebliche Bedrohung für das Leben und die Sicherheit der Bürger sind. Er äußerte weiter, dass diese Fälle im Allgemeinen als Terrorismus bezeichnet werden könnten.
Am 28. Juni 2007 (Heisei 19) äußerte Tukirin, Generalsekretär der Menschenrechtsorganisation für nordkoreanische Flüchtlinge, dass laut einem Bericht eines nordkoreanischen Flüchtlings mehrere japanische Entführungsopfer Zwangsarbeit in politischen Straflagern Nordkoreas leisten. Er berichtete, dass er bei einer Inspektion eines politischen Straflagers in der nördlichen Region der Provinz Ryanggang im Juli 2003 erfuhr, dass einige Zwangsarbeiter japanische Entführungsopfer seien.
Der Zwangsarbeiter, der etwa 60 Jahre alt wirkte, führte eine Tätigkeit aus, die sich von der Arbeit der Gruppe unterschied: Er schürte allein gebeugt Kohle in einen Boiler, während ein Wachmann in seiner Nähe Aufsicht führte. Laut Tukirin habe er von einem Verantwortlichen auf Leitungsebene des Lagers erfahren, dass sich drei bis vier japanische Entführungsopfer in der Strafanstalt befinden sollen.
Im Jahr 2018 hielt die japanische Regierung auf der offiziellen Website des Kanzleramts des Premierministers an der Haltung von „Dialog und Druck“ fest und betonte, dass eine Normalisierung der diplomatischen Beziehungen ohne eine Lösung der Entführungsproblematik nicht möglich sei.
Darüber hinaus erklärte die japanische Regierung, dass sie sich nicht nur für die offiziell anerkannten Entführungsopfer einsetzt, sondern auch für die Lösung von Fällen sogenannter „spezifisch vermisster Personen“, bei denen ein Verdacht auf Entführungen durch Nordkorea besteht.